# Ribonucléoside
Ne doit pas être confondu avec Ribonucléotide.
Les ribonucléosides sont des molécules biochimiques obtenu par la liaison entre une base nucléique et un ribose.
Ces molécules, une fois phosphorylées, deviennent des ribonucléotides (élément constitutif de l'ARN).

## Exemples
Tous ces ribonucléosides sont des composants de l'ARN.
| Ribonucléoside |           |               |         |          |
| Adénosine      | Guanosine | Ribothymidine | Uridine | Cytidine |